# Harry Liversedge
Harry Liversedge (Estados Unidos, 21 de septiembre de 1894-25 de noviembre de 1951) fue un atleta estadounidense, especialista en la prueba de lanzamiento de peso en la que llegó a ser medallista de bronce olímpico en 1920.

## Carrera deportiva
En los JJ. OO. de Amberes 1920 ganó la medalla de bronce en el lanzamiento de peso, llegando hasta los 14.15 metros, siendo superado por los finlandeses Ville Pörhölä (oro con 14.81 m) y Elmer Niklander (plata).